# Liparis triticea
Liparis triticea är en orkidéart som beskrevs av Henry Nicholas Ridley. Liparis triticea ingår i släktet gulyxnen, och familjen orkidéer. Inga underarter finns listade i Catalogue of Life.